# 가와니시 N1K

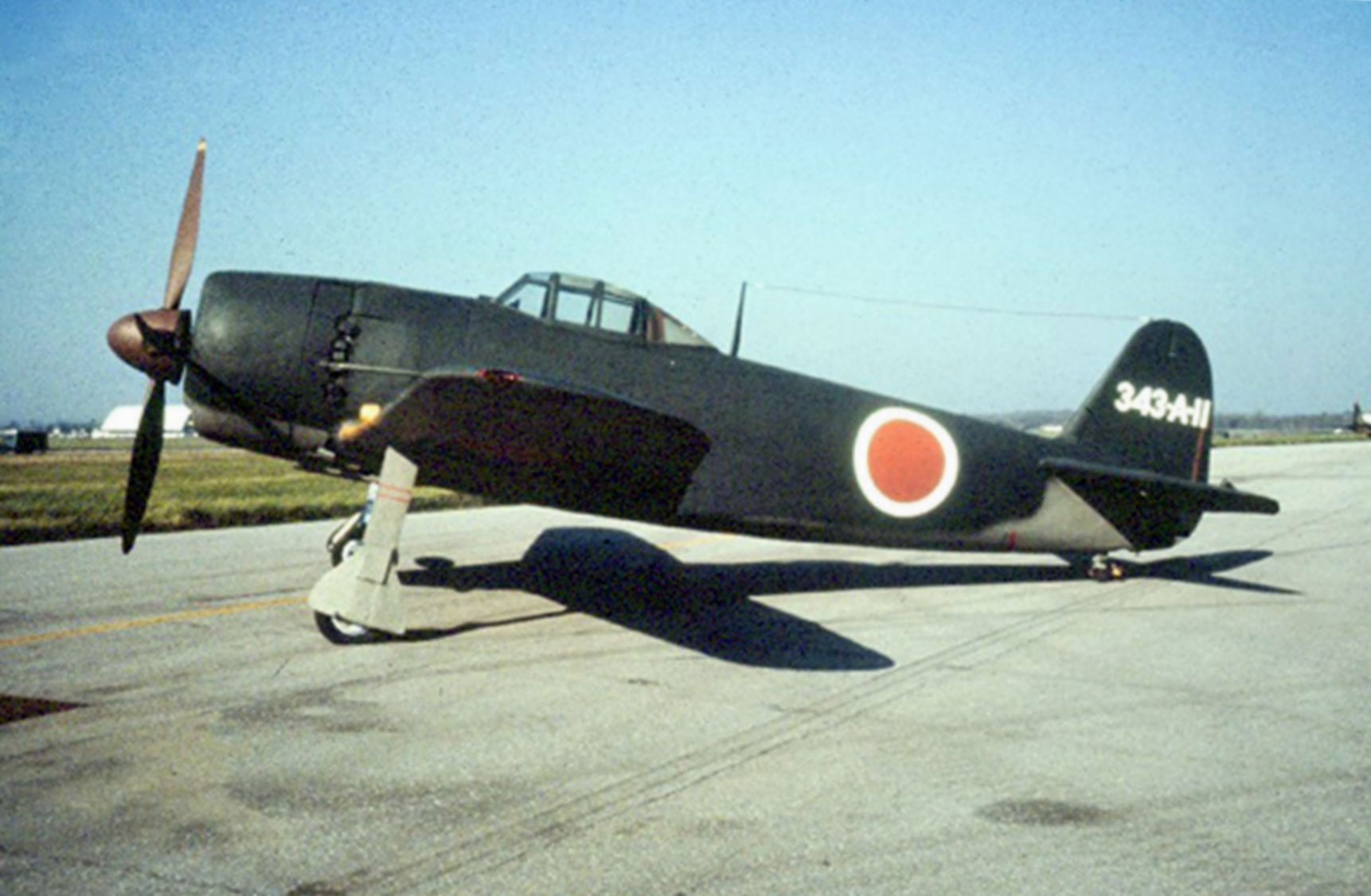
N1K2-J 신덴 카이

가와니시 N1K(영어: Kawanishi N1K; 일본어: 強風)는 태평양 전쟁 당시 일본군 해군의 수상 전투기로, 바퀴 대신 플로트를 장비하여 물 위에서 뜨고 내릴 수 있다. 주력전투기의 보조역으로 개발된 기체로서 이런 수상 전투기 자체는 대단히 특이한 기체는 아니며, 전간기에는 다양한 수상 전투기가 개발, 운용되었으나 이를 2차대전 중 실전에 배치한 건 일본뿐이다. 연합국 코드명은 "렉스(Rex)". N1K-J(일본어: 紫電)와 개선된 변종 N1K2-J(일본어: 紫電改)는 태평양 전쟁 당시 일본군 해군의 국지전투기로 N1K 쿄후에서 플로트를 떼어내서 만들었다. 연합국 코드명은 "조지(George)" 시덴은 보라색 번개(紫電, 자전)를 뜻한다.

## 같이 보기
- 포케불프 Fw 190
- 그러먼 F6F 헬캣
- 그루먼 F8F 베어캣
- 5식 전투기
- 4식 전투기
- P-47 선더볼트
- 보우트 F4U 콜세어